# Ross Dowd
Ross J. Dowd (* 17. April 1907 in Sweden, Monroe County, New York; † 25. August 1965 in Los Angeles, Kalifornien) war ein US-amerikanischer Szenenbildner.

## Leben
Dowd begann seine Karriere im Filmstab 1941 als im Abspann nicht genannter Szenenbild-Assistent bei den Dreharbeiten zu Orson Welles Meisterwerk Citizen Kane. Im darauf folgenden Jahr arbeitete er erneut mit Welles, diesmal als Szenenbildner an dessen Agentenfilm Von Agenten gejagt. Bis 1960 war er an insgesamt 50 Spielfilmen tätig, darunter Die blaue Dahlie, Der jüngste Tag und Das Schiff der Verurteilten.
1957 war er für den Monumentalfilm In 80 Tagen um die Welt erstmals für den Oscar in der Kategorie Bestes Szenenbild nominiert. Gemeinsam mit James W. Sullivan und Ken Adam unterlag er jedoch dem Filmmusical Der König und ich. Seine zweite Oscar-Nominierung erfolgte 1961 für die Romantische Komödie So eine Affäre, diesmal zusammen mit J. McMillan Johnson und Kenneth A. Reid. In diesem Jahr gewann Billy Wilders Das Appartement.
Ab Ende der 1950er arbeitete er auch für das Fernsehen, ab 1960 war er dort exklusiv tätig. Zu seinen Engagements zählten die Fernsehserien Der Texaner, Mein Onkel vom Mars und Hoppla Lucy!. Dowd starb im August 1965 im Alter von 58 Jahren; seine letzte Arbeit war die 1966 erstmals ausgestrahlte, dritte Episode der Science-Fiction-Serie Raumschiff Enterprise.

## Filmografie (Auswahl)
- 1941: Citizen Kane
- 1942: Von Agenten gejagt (Journey into Fear)
- 1946: Die blaue Dahlie (The Blue Dahlia)
- 1946: Mit Pinsel und Degen (Monsieur Beaucaire)
- 1947: Mädchen für Hollywood (Variety Girl)
- 1948: Spiel mit dem Tode (The Big Clock)
- 1948: Eine auswärtige Affäre (A Foreign Affair)
- 1949: Der große Liebhaber (The Great Lover)
- 1949: Todesfalle von Chikago (Chicago Deadline)
- 1949: Der Agent aus der Hölle (Alias Nick Beal)
- 1950: Tanzen ist unser Leben – Let’s Dance (Let’s Dance)
- 1950: Flammendes Tal (Copper Canyon)
- 1951: Ein Satansweib (His Kind of Woman)
- 1951: Der jüngste Tag (When Worlds Collide)
- 1951: U-Kreuzer Tigerhai (Submarine Command)
- 1952: Der Weg nach Bali (Road to Bali)
- 1952: Kehr zurück, kleine Sheba (Come Back, Little Sheba)
- 1952: Das Schiff der Verurteilten (Botany Bay)
- 1953: Geknechtet (The Vanquished)
- 1953: Starr vor Angst (Scared Stiff )
- 1953: Der tollkühne Jockey (Money from Home)
- 1956: In 80 Tagen um die Welt (Around the World in Eighty Days)
- 1958: U 23 – Tödliche Tiefen (Run Silent, Run Deep)
- 1960: So eine Affäre (The Facts of Life)

## Auszeichnungen (Auswahl)
- 1957: Oscar-Nominierung in der Kategorie Bestes Szenenbild für In 80 Tagen um die Welt
- 1961: Oscar-Nominierung in der Kategorie Bestes Szenenbild für So eine Affäre